# Bufo gargarizans
Bufo gargarizans är en groddjursart som beskrevs av Theodore Edward Cantor 1842. Bufo gargarizans ingår i släktet Bufo och familjen paddor. Inga underarter finns listade.
Denna padda förekommer i centrala och östra Kina, på Koreahalvön och norrut till östra Ryssland, inklusive Sachalin. Den lever även på några av Ryukyuöarna som tillhör Japan. Arten hittas i låglandet och i bergstrakter upp till 4300 meter över havet. Habitatet varierar mellan blandskogar, barrskogar och gräsmarker. Bufo gargarizans undviker alltför torra landskap. Den kan anpassa sig till kulturlandskap som jordbruks- och betesmarker, trädgårdar och förstäder.
För att lägga ägg uppsöker honor floder, mindre vattendrag, insjöar och pölar. Beståndet hotas regionalt av skogsröjningar och torka. Några exemplar används för den traditionella asiatiska medicinen. Hela populationen anses vara stabil. IUCN kategoriserar arten globalt som livskraftig.